# Haplopeodes eurhabdus
Haplopeodes eurhabdus är en tvåvingeart som beskrevs av Steyskal 1980. Haplopeodes eurhabdus ingår i släktet Haplopeodes och familjen minerarflugor. Inga underarter finns listade i Catalogue of Life.